# Thomas Bernauer

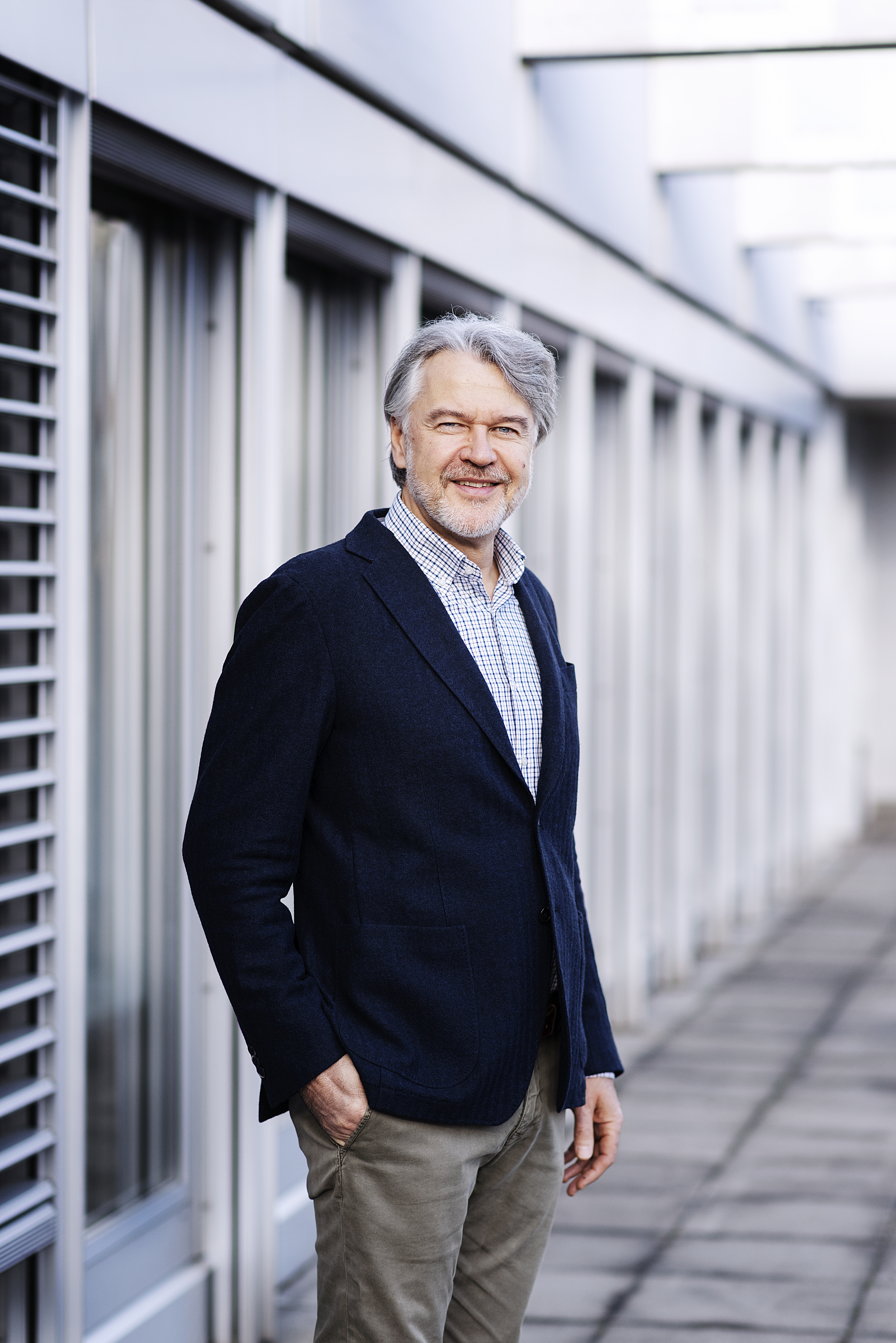
Thomas Bernauer (2020)

Thomas Bernauer (* 20. Mai 1963 in London, Ontario) ist ein schweizerisch-kanadischer Politologe und Professor für Internationale Politik am Department für Geistes-, Sozial- und Staatswissenschaften der Eidgenössischen Technischen Hochschule Zürich.

## Akademischer Werdegang
Thomas Bernauer studierte Politikwissenschaft, Geschichte und Internationales Recht an der Universität Zürich, wo er 1988 mit dem Lizentiat abschloss. Von 1988 bis 1992 war er als Forschungsassistent bei den Vereinten Nationen (United Nations Institute for Disarmament Research (UNIDIR)) tätig. In diesem Rahmen fertigte er seine Dissertation an und erhielt 1992 einen Doktortitel in Politikwissenschaft von der Universität Zürich. Im Anschluss war er Oberassistent an der Universität Zürich. 1995 erhielt er einen Ruf als Assistenzprofessor für Internationale Beziehungen an der ETH Zürich. Seit 2004 ist er ordentlicher Professor. Er ist Gastprofessor am World Trade Institute in Bern.

## Forschung
Bernauers Forschungs beschäftigt sich mit Fragen der Internationalen Politischen Ökonomie und Umweltpolitik. Er ist Autor zahlreicher Bücher und Artikel in internationalen Fachzeitschriften.

## Veröffentlichungen (Auswahl)

### Bücher
- Bernauer, Thomas. 2003. Genes, Trade and Regulation: The Seeds of Conflict in Food Biotechnology. Princeton: Princeton University Press.
- Bernauer, Thomas. 2000. Staaten im Weltmarkt. Opladen: Leske & Budrich
- Bernauer, Thomas und Dieter Ruloff. 2000. Globaler Wandel und Schweizer Aussenpolitik: Informationsbeschaffung und Entscheidungsfindung. Zürich: Verlag Rüegger.
- Bernauer, Thomas und Dieter Ruloff. 1999. The Politics of Positive Incentives in Arms Control. Columbia, S.C.: University of South Carolina Press.
- Bernauer, Thomas und Dieter Ruloff. 1999. Handel und Umwelt: Zur Frage der Kompatibilität internationaler Regime. Opladen: Westdeutscher Verlag.
- Gerald Schneider, Patricia A. Weitsman und Thomas Bernauer. 1995. Towards a New Europe: Stops and Starts in Regional Integration. Westport, CT: Praeger.
- Bernauer, Thomas und Jasjit Singh. 1993. Security of Third World Countries. Aldershot: Dartmouth Publishers.
- Bernauer, Thomas. 1990. The Chemistry of Regime Formation: Explaining International Cooperation for a Comprehensive Ban on Chemical Weapons. Aldershot: Dartmouth Publishers, 1993.
- Bernauer, Thomas. 1990. The Projected Chemical Weapons Convention: A Guide to the Negotiations in the Conference on Disarmament. New York: United Nations.

### Zeitschriftenbeiträge
- Bernauer, Thomas und Patrick Kuhn. 2010. Is There an Environmental Version of the Kantian Peace? Insights From Water Pollution in Europe, in: European Journal of International Relations, forthcoming.
- Bernauer, Thomas, Vally Koubi und Fabio Ernst. 2009. Does Neutrality Make a Difference? Explaining Patterns of Swiss Defense Spending, 1975–2001, in: Defence and Peace Economics, forthcoming.
- Bättig, Michèle B. und Thomas Bernauer. 2009. National Institutions and Global Public Goods: Are Democracies More Cooperative in Climate Change Policy? International Organization 63(2): 281–308.
- Bernauer, Thomas und Vally Koubi. 2009. Effects of Political Institutions on Air Quality, in: Ecological Economics 68(5): 1355–1365.
- Bernauer, Thomas, Vally Koubi und Fabio Ernst. 2009. Economic Consequences of Swiss Defense Spending, in: Journal of Peace Research 46(4): 467–484.
- Bernauer, Thomas und Tobias Siegfried. 2008. On Cooperation, Compliance and Performance in International Water Management, with an empirical application to the Syr Darya Basin, in: Global Governance 14(4): 479–501.
- Tobias Siegfried und Thomas Bernauer. 2007. Estimating the Performance of International Regulatory Regimes: Methodology and Empirical Application to International Water Management in the Naryn / Syr Darya Basin, in: Water Resources Research 43: W11406.
- Aerni, Philipp und Thomas Bernauer. 2006. Stakeholder Perceptions of GMOs in the Philippines, Mexico, and South Africa and the Global Competition for Public Trust, in: World Development 34(3): 557–575.
- Bernauer, Thomas und Ladina Caduff. 2006. Managing Risk and Regulation in European Food Safety Governance, in: Review of Policy Research 23 (1): 153–168.
- Bernauer, Thomas und Vally Koubi. 2006. On the Interconnectedness of Regulatory Policy and Markets: Insights From Banking, in: British Journal of Political Science 36(3): 509–525.
- Hostmann, Markus, Thomas Bernauer, Hans-Joachim Mosler, Peter Reichert und Bernhard Truffer. 2006. Multi-Attribute Value Theory as a Framework for Conflict Resolution in River Rehabilitation, in: Journal of Multi-Criteria Decision Analysis 13: 91–102.
- Rieckermann, Jörg, Helge Daebel, Mariska Ronteltap und Thomas Bernauer. 2006. Assessing the Performance of International Water Management at Lake Titicaca, Aquatic Sciences 68(4): 502–516.
- Bernauer, Thomas und Thomas Sattler. 2006. Sind WTO-Dispute im Umwelt- und Verbraucherschutz-bereich eskalationsträchtiger?, in: Zeitschrift für Internationale Beziehungen 13(1): 5–38.
- Bernauer, Thomas. 2004. Causes and Consequences of International Trade Conflict Over Agricultural Biotechnology, in: International Journal of BioTechnology  7(1–3): 7–28.
- Bernauer, Thomas und Ladina Caduff. 2004. In Whose Interest? Pressure Group Politics, Economic Competition and Environmental Regulation, in: Journal of Public Policy 24(1): 99–126.
- Bernauer, Thomas und Vally Koubi. 2004. Banking Crisis vs. Credit Crunch? A Cross-Country Compari-son of Policy Responses to Dilemmas in Banking Regulation, in: Business and Politics 6(2).
- Bernauer, Thomas und Vit Styrsky. 2004. Adjustment or Voice? Corporate Responses to International Tax Competition, in: European Journal of International Relations 10(1): 61–94.
- Bernauer, Thomas und Erika Meins. 2003. Technological Revolution Meets Policy and the Market: Explaining Cross-National Differences in Agricultural Biotechnology Regulation, in: European Journal of Political Research 42(5): 643–683.
- Bernauer, Thomas und Ronald Mitchell. 1998. Empirical Research on International Environmental Policy: Designing Qualitative Case-Studies, in: Journal of Environment and Development 7(1): 4–31.
- Bernauer, Thomas. 1995. Theorie der Klub-Güter und die Osterweiterung der NATO, in: Zeitschrift für Internationale Beziehungen 2(1): 79–105.
- Bernauer, Thomas. 1995. The Effect of International Environmental Institutions: How We Might Learn More, in: International Organization 49(2): 351–377.